# アンパンマンの舞台別の登場人物一覧 (異世界の住人)
アンパンマンの舞台別の登場人物一覧 (異世界の住人) では、アンパンマン・シリーズのキャラクターのうち、異世界の舞台に住むものについて一覧形式で解説する。

## 異世界の住人
他の国と違い、異次元によって存在する色々な国がある。
クレヨンマン
声 - 近藤玲子、鈴木晶子、佐藤智恵、小田木美恵、長沢美樹、江原正士、石橋美佳、菅谷弥生、山川亜弥、前田玲奈 など、日比愛子、鎌田梢、西野陽子、吉倉万里（OVA・勇気りんりん! いろ・かず・かたち）
性別 - 男、女（ピンク）/ 初登場回 - TV第113話A「アンパンマンとクレヨンマン」
クレヨンの兄弟（色は白、黄色、肌色、ピンク、赤、水色、青、黄緑、緑、紫、茶色、黒の12色）。クレヨンの国（クレヨンこく）に住んでいる。兄弟同士で連携して素敵な絵を描く。彼らが描いた絵は実物のそれと全く同じように動いたり扱ったりする事が可能で、食べ物も食べる事ができる。熱に弱く、高熱に晒されると体がグニャグニャになってしまう。初登場時はクレヨンの国は登場せず町の展覧会に彼らの絵を出そうしたが何かが足りないと悩み、ばいきんまんに白以外の11色を盗みばいきんまんが彼らに絵を描こうとするが、ばいきんまんとの騒動後にアンパンマンの絵を描いて展覧会に出した。再登場時にはクレヨンの国が初登場した。
ジグソーくん
声 - 江森浩子
性別 - 男 / 初登場回 - TV第207話B「アンパンマンとジグソーくん」
胴体がジグソーパズルになっている男の子。ジグソーマシーンで色々な物をジグソーパズルに変えて子供たちを楽しませている。ジグソーパズルの国に住んでいる。
ナナホシくん
声 - 子安武人
性別 - 男 / 初登場回 - TV第223話B「アンパンマンとてんとう虫のくに」
小さなてんとう虫の男の子。6本脚でメガネをかけている。花と虫の国に属するてんとう虫の国に住んでいる。
クリスタル姫（クリスタルひめ）
声 - 井上喜久子→半場友恵
性別 - 女 / 初登場回 - TV第236話A「ドキンちゃんとクリスタルひめ」
全てがガラスで出来たガラスの国のお姫様。ガラスのハープを奏でると、ガラスで作った物に命が吹き込まれるが、クリスタル姫以外が奏でるとガラスの国が壊れてしまう。ばいきんまんにハープを盗まれたが、ドキンちゃんが取り返した。みずうみ姫に似ているがこちらの肌色の肌、ピンク色の髪で関係性はない。

### 恐竜の国の住人
プテラノドン
性別 - 不明 / 初登場回 - TV第47話A「アンパンマンとママザウルス」
飛ぶ力を失ったアンパンマンを乗せながら飛び、集団でママザウルスの卵をばいきんまんから取り返す。
ベビーザウルス
声 - 吉田美保
性別 - 不明 / 初登場回 - TV第47話A「アンパンマンとママザウルス」
小さな恐竜の赤ちゃんでママザウルスの子供。卵の状態でばいきんまん達に盗まれたが、アンパンマン達とママザウルスの活躍で卵を取り返し、無事に生まれる事ができた。生まれてすぐに言葉を喋った。体色はピンク色。
ママザウルス
声 - 島本須美
性別 - 女 / 初登場回 - TV第47話A「アンパンマンとママザウルス」
ベビーザウルスの母親で巨大な恐竜。ベビーザウルスの卵をばいきんまん達に盗まれた事で興奮状態になってアンパンマン達を襲ったが、卵を取り返した事で和解をしてアンパンマン達に元の世界に戻れる本物の不思議な穴を教えてくれた。体色は黄緑。

### 車の国の住人
セダンくん
声 - 山崎たくみ
性別 - 男 / 初登場回 - TV第183話B「アンパンマンとくるまの国」
セダンの男の子。黒いタイヤに灰色のホイール。長旅から車の国に帰る途中に事故を起こしてしまい危機一髪のところをアンパンマンに助けられ、ジャムおじさんに修理してもらった。事故の時にアンテナを失ってしまったが、これが幸いしてばいきんまん達がコントロールセンターのマシンを操っても影響を受ける事がなかった。
クーペおじさん
声 - 飛田展男
性別 - 男 / 初登場回 - TV第183話B「アンパンマンとくるまの国」
クーペの小父。黒いタイヤに灰色のホイール。車の国にやってきたアンパンマン達を歓迎した。
パトカーさん
声 - 坂東尚樹
性別 - 男 / 初登場回 - TV第183話B「アンパンマンとくるまの国」
パトカーの警察官。黒いタイヤに灰色のホイール。いつもは道路工事の交通整理をしている。
ブルさん
性別 - 男 / 初登場回 - TV第183話B「アンパンマンとくるまの国」
ブルドーザーの男性。ショベルさんと共に道路工事を行っていた。
ショベルさん
性別 - 男 / 初登場回 - TV第183話B「アンパンマンとくるまの国」
ショベルカーの男性。ブルさんと共に道路工事を行っていた。

### つみきの国の住人
ガランガラ大臣（ガランガラだいじん）
声 - 山寺宏一→辻村真人→後藤哲夫
性別 - 男 / 初登場回 - TV第10話A「アンパンマンとつみきのしろ」
つみきの城の大臣。三つ子の王子に振り回されている。悩み事があると頭が重くなり、逆立ちになる。映画「つみき城のひみつ」のガランガラ大臣はブロック王子の頑固な家来で、おりがみ島の住民とは仲が悪かった。本編と劇場版では服装が異なっており、前者はタイツ姿、後者は正装となっている。

つみきの城の王子（つみきのしろのおうじ）
声 - 関川真佐美→中村ひろみ→波岡晶子→相沢舞→工藤晴香→高柳知葉→内海安希子（A）、加藤雅子→滝沢ロコ→若林直美→坂本千夏→長嶋はるか（B）、佐久間レイ→原えりこ→田中潤→樹元オリエ→三ツ矢雄二（C）
性別 - 男 / 初登場回 - TV第10話A「アンパンマンとつみきのしろ」
つみきの城に住んでいるとても泣き虫な三つ子の王子。初登場時はあんパンを食べたくてずっと泣いていた事がある。映画第4作目「つみき城のひみつ」以前から登場していたつみき島の住人であり、映画公開後ブロック王子と共演した際は、ブロック王子の弟と設定されていた。オレンジ色の冠。

つみきまん
声 - 橋本晃一→浜添伸也
性別 - 男 / 初登場回 - TV第101話A「アンパンマンとつみきまん」
積木の男性。体の中にあるハートマークが付いたブロックの能力で自分の体を積み替えて、何にでも変身できる。なお、ハートマークが付いたブロックが塗装されると性格や体色も変わり、作中ではばいきんまんがそれに「バイキン色」という黒いペンキを塗り、それをつみきまんに戻すと体色がばいきんまんと同じになり、言葉も「ハヒフヘホ」って喋るようになった。

### トランプの国の住人
ジョーカー
声 - 山寺宏一→野崎学→中村大樹→山寺宏一
性別 - 男 / 初登場回 - TV第73話A「アンパンマンとトランプマン」
トランプの国の魔法使い。魔法の杖で国の平和を守っている。未熟なリトルジョーカーの2人をいつも窘めている。ばいきんまんによく魔法の杖を奪われる。
フォーカード四銃士（フォーカードよんじゅうし）
初登場回 - TV第73話A「アンパンマンとトランプマン」
とても強い4人のトランプのエースの兵隊。トランプの国の城を守っている。
スペード銃士（スペードじゅうし）
声 - 小野健一→笹岡繁蔵→山寺宏一→中博史
性別 - 男
胴体がトランプのカードでスペードの絵柄が描かれている兵士。フォーカード四銃士のリーダー格。唯一、髭がある。
ハート銃士（ハートじゅうし）
声 - 麻上洋子→堀内賢雄→桜井敏治
性別 - 男
胴体がトランプのカードでハートの絵柄が描かれている兵士。他の3人より優しい性格。剣以外に弓も武器として扱う。
クラブ銃士（クラブじゅうし）
声 - 稲葉実→辻谷耕史
性別 - 男
胴体がトランプのカードでクラブの絵柄が描かれている兵士。少し強引な性格。力持ちでそれを活かした攻撃もする。
ダイヤ銃士（ダイヤじゅうし）
声 - 柳沢三千代→松本保典→石塚堅
性別 - 男
胴体がトランプのカードでダイヤの絵柄が描かれている兵士。曲がった事が嫌いな性格。体から光線を出して攻撃する。
トランプの国の王様（トランプのくにのおうさま）
声 - 山寺宏一
性別 - 男 / 初登場回 - TV第73話A「アンパンマンとトランプマン」
トランプの国の城に住んでいる4人の王様。

トランプの国の女王様（トランプのくにのじょおうさま）
声 - 三浦雅子→冨永みーな→能登麻美子
性別 - 女 / 初登場回 - TV第73話A「アンパンマンとトランプマン」
トランプの国の城に住んでいる4人の女王。

トランプの国の王子様（トランプのくにのおうじさま）
声 - 辻谷耕史、石塚堅
性別 - 男 / 初登場回 - TV第73話A「アンパンマンとトランプマン」
トランプの国の城に住んでいる4人の王子。

トランプマンの子供たち（トランプマンのこどもたち）
声 - 原えりこ、中村ひろみ
性別 - 男、女 / 初登場回 - TV第192話A「アンパンマンとトランプの国」
胴体がトランプのカードの子供たち。トランプの国のカーニバルを楽しみにしている。

トランプマンの手品師（トランプマンのてじなし）
声 - 石野竜三
性別 - 男 / 初登場回 - TV第192話A「アンパンマンとトランプの国」
胴体がトランプのカードの手品師。トランプの国のカーニバルで手品を披露してみんなを楽しませている。

リトルジョーカー
初登場回 - TV第483話A「アンパンマンとリトルジョーカー」
魔法の修行をしているジョーカーの2人の弟子。普段は魔法を競い合っているが、力を合わせると2人が持っている2本の魔法の杖が合体して強くなれる。
ストレート
声 - 日髙のり子
性別 - 男
リトルジョーカーの元気な男の子。頬と胸の絵柄がダイヤのマークになっている。初登場時はフラッシュと同じ赤い帽子をかぶっていたが、現在では青い帽子をかぶっている。
フラッシュ
声 - 松井菜桜子、原えりこ（代役）
性別 - 女
リトルジョーカーの元気な女の子。頬と胸の絵柄がハートのマークになっている。

### 虹の国の住人
映画「虹のピラミッド」では、声優や設定を一新して、虹の星の住人となっている。
レインボー王子（レインボーおうじ）
声 - 堀江美都子→松島みのり→根谷美智子→平田絵里子→夏樹リオ→根谷美智子→かかずゆみ、福澤朗（映画：第9作）
性別 - 男
初登場回 - TV第43話A「アンパンマンとにじのくに」
虹の国の王子。見た目はアラビア姿の人間に近く、頭に虹色のターバンを巻いている。虹の子達と一緒に7色の美しい虹を作っている。虹の国のお守りである虹の玉を守っている。
虹の子（にじのこ）
声 - 小野寺啓子→魚住りえ（映画：第9作）→藤本教子→坂本千夏→柳沢三千代→鶴ひろみ（A）、南杏子→中村ひろみ→三ツ矢雄二→佐久間レイ（B）、尾崎未來（C）
性別 - 男 / 初登場回 - TV第43話A「アンパンマンとにじのくに」
レインボー王子の助手達。色々な色の子がおり、それぞれが1色のターバンを巻いている。1人が1つの色を担当している。

### 水たまりの国の住人
みずたま姫（みずたまひめ）
声 - 伊藤美紀→能登麻美子
性別 - 女 / 初登場回 - TV第258話A「アンパンマンと水たまりのくに」
水たまりの国のお姫様。優しい雨を呼ぶダンスを踊る。頭の尖り帽子の能力で水を操ることが出来る。初登場回ではばいきんまんに拉致され彼やへどろまんによって国を泥だらけにされるが、アンパンマンの活躍でばいきんまん達は倒され、泥だらけになった国も元に戻した。

みずたまの精（みずたまのせい）
性別 - 男 / 初登場回 - TV第258話A「アンパンマンと水たまりのくに」
声 - 引田有美→柳原みわ（A）、柳沢三千代→原えりこ（B）、潘恵子→小島悠理（C）
みずたま姫の子供たち。服装はみずたま姫と同じで全員外見が似ている。

アクアちゃん
声 - 伊東みやこ
性別 - 女 / 初登場回 - TV第658話B「メロンパンナとアクアちゃん」
水たまりの国のみずたまの精と暮らしているあわてん坊な女の子。みずたま姫やみずたまの精とは服装と外見が異なる上、初登場もこれらよりかなり遅かった。メロンパンナとはとても仲良しで、再登場の際にはクリームパンダとも仲良くなった。常に雨が上がり、水たまりができると最初に出てくる。その為、水たまりに顔を出した人とぶつかりやすい。水を操る「水のダンス」が得意。

### 夢の国の住人
踊る木（おどるき）
声 - 山寺宏一
性別 - 不明 / 初登場回 - TV第413話B「アンパンマンとゆめのくに」
あくびどりのあくびで眠ってしまったアンパンマンの夢に現れた生きている木。いろんな仲間達と一緒にどんぐりころころを歌いながら楽しく踊っている。その中にアンパンマンも加わったが、彼が一瞬よそ見した後に彼を残してみんな何処かへと消えてしまった。

さかなねこ
声 - 冨永みーな、柳沢三千代、島本須美
性別 - 不明 / 初登場回 - TV第413話B「アンパンマンとゆめのくに」
あくびどりのあくびで眠ってしまったアンパンマンの夢に現れた頭は猫だが体は魚という謎の生物。踊る木達が消えた後に複数の仲間達と共に現れてアンパンマンを襲った。そのうちの1匹がアンパンマンのマントを食い破り、崖に落ちた彼を眺めた。

いいかげんに城（いいかげんにしろ）
声 - 山寺宏一、ウド鈴木（映画：第29作）
性別 - 不明 / 初登場回 - TV第413話B「アンパンマンとゆめのくに」
あくびどりのあくびで眠ってしまったアンパンマンの夢に現れた生きている城。その名の通り「いい加減にしろ!」が口癖。一休みしようと自身の入口に無理やり入ろうとしたアンパンマンを殴った後、何処かへと消えた。劇場版29作「ブルブルと宝探し大冒険!」にも登場しているが、こちらは本編のものとは無関係。また、仲間として「たいがいに城（大概にしろ）」や「そのへんに城（その辺にしろ）」もいる。

水飲みどり（みずのみどり）
性別 - 不明 / 初登場回 - TV第413話B「アンパンマンとゆめのくに」
あくびどりのあくびで眠ってしまったアンパンマンの夢に現れた赤い水飲み鳥。湖の水上にあくびどりが眠っており、おばけねこにマントを破られて飛べない状態で困っていたアンパンマンの近くにいきなり現れて一気に湖の水を飲み干した後早に去って行った。アンパンマンは驚きつつも水飲みどりにお礼を言った。

ゆめのこうま
声 - 佐久間レイ→和多田美咲→こやまきみこ
性別 - 不明 / 初登場回 - TV第516話B「アンパンマンとゆめのこうま」
眠れない子供でも気持良く眠れるような素敵な夢を見せてくれる、空飛ぶ子馬。夢見ヶ丘のねむの木の下で待つと、夢の国からやってくる。マリンに似ているが別人である。
ゆめのくろいこうま
声 - 山寺宏一
ゆめのこうまをいじめた者に悪夢を見せる黒い子馬。ばいきんまんの前に現れ、彼を蹴飛ばすという悪夢を見せた。

ねむねむおじさん
声 - 上田敏也（第534話Bパート、第818話Bパート、第947話Bパート、第1488話Bパート）（1999年8月20日、2005年10月28日、2008年7月18日、2020年2月7日）→山寺宏一（第1569話Bパート - ）（2022年2月25日 - ）
性別 - 男 / 初登場回 - TV第534話B「あかちゃんまんとねむねむおじさん」
森の一軒家に住んでおり、眠れない人達を子守唄で眠らせて夢の国へ誘ってくれる小父。外見は人間に近く、鼻と頬がアンパンマンに似ている。おっとりした性格で、例えばいきんまんでも不眠に悩まされていると分かれば躊躇う事なく夢の国へ連れて行ってくれる。

#### ハテナの塔の住人
ハテナ姫（ハテナひめ）
声 - 坂本真綾
性別 - 女 / 初登場回 - TV第899話A「ばいきんまんとハテナのとう」
覆面を被ったハテナの塔のお姫様。片手にクエスチョンマークを模したサーモンピンク色の魔法の杖を持っている。夢の世界でおばけ花を倒したばいきんまんに、褒美として強くなれるアイテムを与えアンパンマンと戦わせる。その目的は、ばいきんまんの「アンパンマンを倒す」という夢を叶える代わりに、彼らを永久に悪い夢の世界に閉じ込めてしまうことだったが、アンパンマンとゆめのこうまがばいきんまん達を夢から妨げた為に計画は失敗に終わる。その後、ナゾボーと共に楽しい夢の世界に移り住む事にした。覆面の下は美人である。
ナゾボー
声 - 山口勝平
性別 - 男 / 初登場回 - TV第899話A「ばいきんまんとハテナのとう」
覆面を被った謎の男の子でハテナ姫の付き人。「アンパンマンに勝てるよう強くなりたい」と願ったばいきんまんの元へ突然現れ、彼らを夢の世界へと誘った。クエスチョンマークを模した白い魔法の杖で相手を小突く事で眠らせる事ができる。その杖に乗ると空を飛べる。ラストシーンでハテナ姫と共に覆面を取り、楽しい夢の世界に移り住む。「ホ〜ヘフ〜ヒハ〜!」と笑う。絵本『アンパンマンとハテナのとう』では、現実世界にも密かに紛れ込んでいる。